# USS Independence (CVL-22)
USS Independence (CVL-22) – amerykański lotniskowiec typu Independence.
Stępkę okrętu położono jako krążownika lekkiego "Amsterdam" (CL-59) (typ Cleveland) 1 maja 1941. Zwodowano go już po decyzji ukończenia go jako lotniskowiec 22 sierpnia 1942 w stoczni New York Shipbuilding, matką chrzestną była pani Warner. Jednostka weszła do służby w US Navy 14 stycznia 1943, jej pierwszym dowódcą był Captain G. R. Fairlamb Jr.
Okręt był w służbie w czasie II wojny światowej. Brał udział w wielu operacjach.
Mocno uszkodzony i skażony w czasie operacji Crossroads został przebadany w Pearl Harbor. Zatopiony w pobliżu San Francisco 29 stycznia 1951.